# Stegeman Coliseum
Stegeman Coliseum é uma arena multiuso de 10 523 lugares, Athens, Geórgia. A arena aberta, em 1964. É a casa para a Universidade da Geórgia Bulldogs basquetebol e das equipes de ginástica. Foi também o local da ginástica rítmica e preliminares de vôlei durante a Olimpíadas de 1996, bem como os campeonatos de ginástica da NCAA de 1989, 1995, 2008. Ele substituiu Woodruff Hall, uma casa de campo de 3000 lugares, construído em 1923.